# Тьерра-де-Кампос

Тьерра-де-Кампос

Районы Вальядолида:
синий: Кампо-де-Пеньяфьель
белый: Тьерра-де-Медина
жёлтый: Монтес-Торосос
голубой:Кампиния-дель-Писуэрга
красный: Парамос-дель-Эсгева
оранжевый:Тьерра-дель-Вино
зелёный: Тьерра-де-Пинарес
фиолетовый:Тьерра-де-Кампос

Тье́рра-де-Ка́мпос (исп. Tierra de Campos)  — историческая область и  район (комарка) в Испании, находится на стыке провинций Леон, Паленсия, Самора и Вальядолид в составе автономного сообщества Кастилия и Леон.

## Муниципалитеты
1. Абарка-де-Кампос
2. Абиа-де-лас-Торрес
3. Амаюэлас-де-Арриба
4. Ампудиа
5. Амуско
6. Арконада
7. Аутилья-дель-Пино
8. Аутильо-де-Кампос
9. Бакерин-де-Кампос
10. Барсена-де-Кампос
11. Бесерриль-де-Кампос
12. Бельмонте-де-Кампос
13. Боада-де-Кампос
14. Боадилья-де-Риосеко
15. Боадилья-дель-Камино
16. Кальсада-де-лос-Молинос
17. Капильяс
18. Карденьоса-де-Вольпехера
19. Каррион-де-лос-Кондес
20. Кастиль-де-Вела
21. Кастрильо-де-Вильявега
22. Кастромочо
23. Серватос-де-ла-Куэса
24. Сиснерос (Паленсия)
25. Эспиноса-де-Вильягонсало
26. Фафилас
27. Фречилья
28. Фромиста
29. Фонтиоюэло
30. Фуэнтес-де-Нава
31. Фуэнтес-де-Вальдеперо
32. Грихота
33. Гваса-де-Кампос
34. Усильос
35. Итеро-де-ла-Вега
36. Лантадилья
37. Ломас
38. Манкильос
39. Марсилья-де-Кампос
40. Масарьегос
41. Масуэкос-де-Вальдехинате
42. Менесес-де-Кампос
43. Монсон-де-Кампос
44. Моратинос
45. Ногаль-де-лас-Уэртас
46. Осорнильо
47. Осорно-ла-Майор
48. Паленсия
49. Паредес-де-Нава
50. Педраса-де-Кампос
51. Пералес (Паленсия)
52. Пиния-де-Кампос
53. Побласион-де-Арройо (Паленсия)
54. Побласион-де-Кампос
55. Посо-де-Урама
56. Рекена-де-Кампос
57. Ревенга-де-Кампос
58. Рибас-де-Кампос
59. Риберос-де-ла-Куэса
60. Сан-Себриян-де-Кампос
61. Сан-Мамес-де-Кампос
62. Сан-Роман-де-ла-Куба
63. Санта-Сесилия-дель-Алькор
64. Сантойо
65. Тамара-де-Кампос
66. Торремормохон
67. Вальде-Усьеса
68. Валье-дель-Ретортильо
69. Вильясидалер
70. Вильяда (Паленсия)
71. Вильяеррерос
72. Вильялькасар-де-Сирга
73. Вильялькон
74. Вильялобон
75. Вильялобос
76. Вильянуэва-дель-Кампо
77. Вильямартин-де-Кампос
78. Вильяморонта
79. Вильямуэра-де-ла-Куэса
80. Вильянуэва-дель-Ребольяр
81. Вильярментеро-де-Кампос
82. Вильяррамьель
83. Вильясаррасино
84. Вильятурде
85. Вильяумбралес
86. Вильериас-де-Кампос
87. Вильольдо
88. Вильовьеко